# Krystyna Ungeheuer-Mietelska
Krystyna Ungeheuer-Mietelska (ur. 19 lipca 1932 we Lwowie, zm. 1 lutego 2024 w Krakowie) – polska tancerka, choreograf i pedagog.

## Kariera artystyczna
W wieku 6 lat miała pierwszy kontakt z tańcem na kursie prowadzonym przez tancerza Opery Lwowskiej, Tadeusza Burke, w szkole powszechnej we Lwowie. Rozpoczętą w 1938 r. naukę w zakresie szkoły podstawowej we Lwowie kontynuowała w latach 1944–1945 w Pleśnej (k. Tarnowa) dokąd na wiosnę 1944 przeprowadziła się wraz z rodzicami. Dnia 11 listopada 1945 r. przyjechała do Krakowa i osiedliła się wraz z nimi tutaj na stałe, uczęszczając najpierw do X Państwowego Gimnazjum im. Królowej Wandy a następnie do XI Gimnazjum i Liceum im. Józefy Joteyko w Krakowie, które ukończyła egzaminem dojrzałości w 1951 r. Po maturze wstąpiła na Uniwersytet Jagielloński studiując matematykę (5 semestrów). W 1945 r. wstąpiła również do Szkoły Muzycznej im. Władysława Żeleńskiego ucząc się gry na fortepianie i tańca u Eleonory Karcz-Bocheńskiej, a następnie w 4-letnim Instytucie Choreograficznym prowadzonym przez Janinę Strzembosz (uczennicę Isadory Duncan), który ukończyła dyplomem w ciągu 2 lat. W programie tego Instytutu była nauka w pierwszym rzędzie tańca wyzwolonego, następnie klasycznego, rytmika oraz umuzykalnienie.

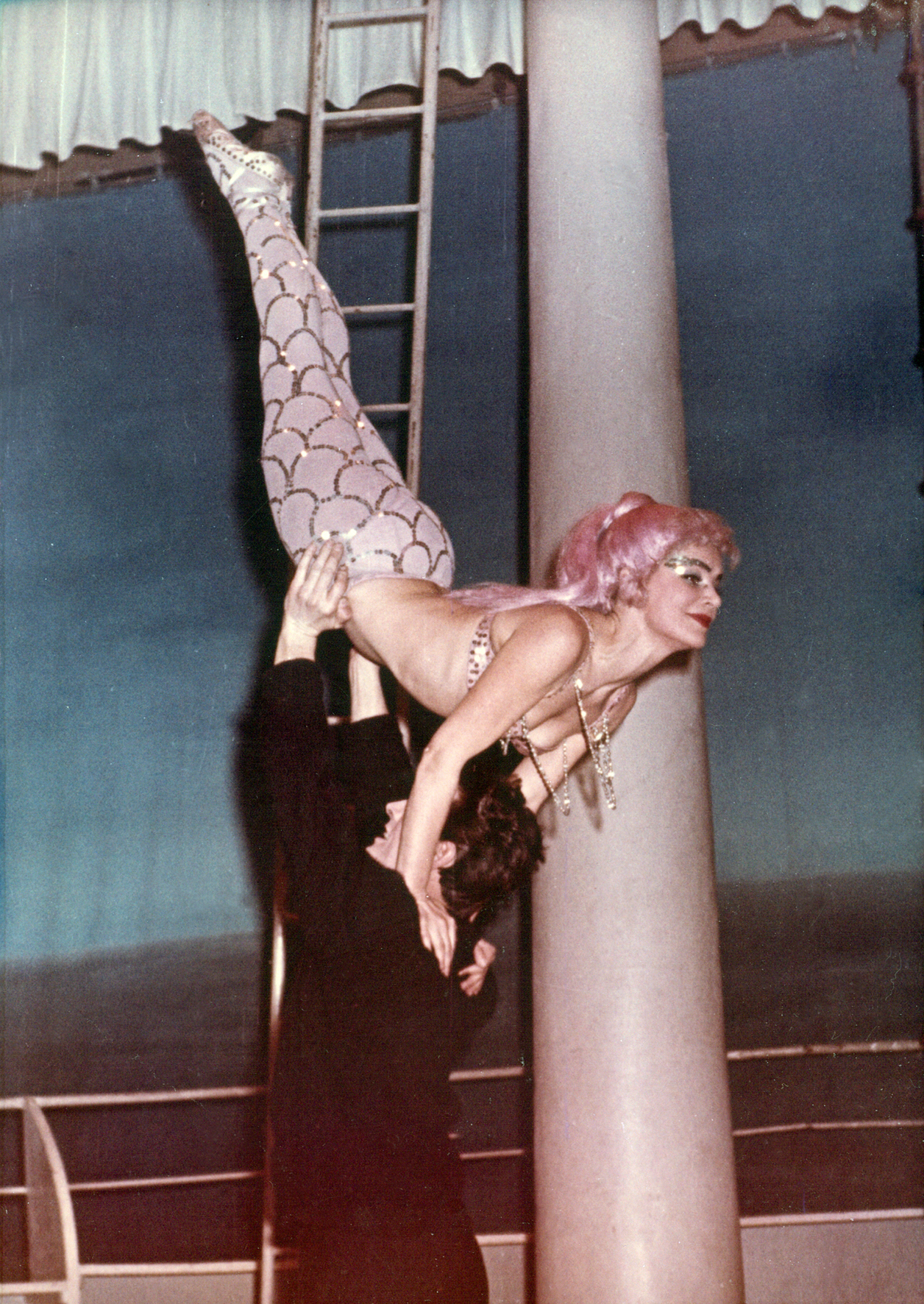
Krystyna Ungeheuer-Mietelska (Panna Wodna) oraz Józef Parużnik (Marynarz) w scenie baletowej w operetce Jerzego Lawina-Świętochowskiego Panna Wodna (Opera Krakowska, 13 grudnia 1963 r.)

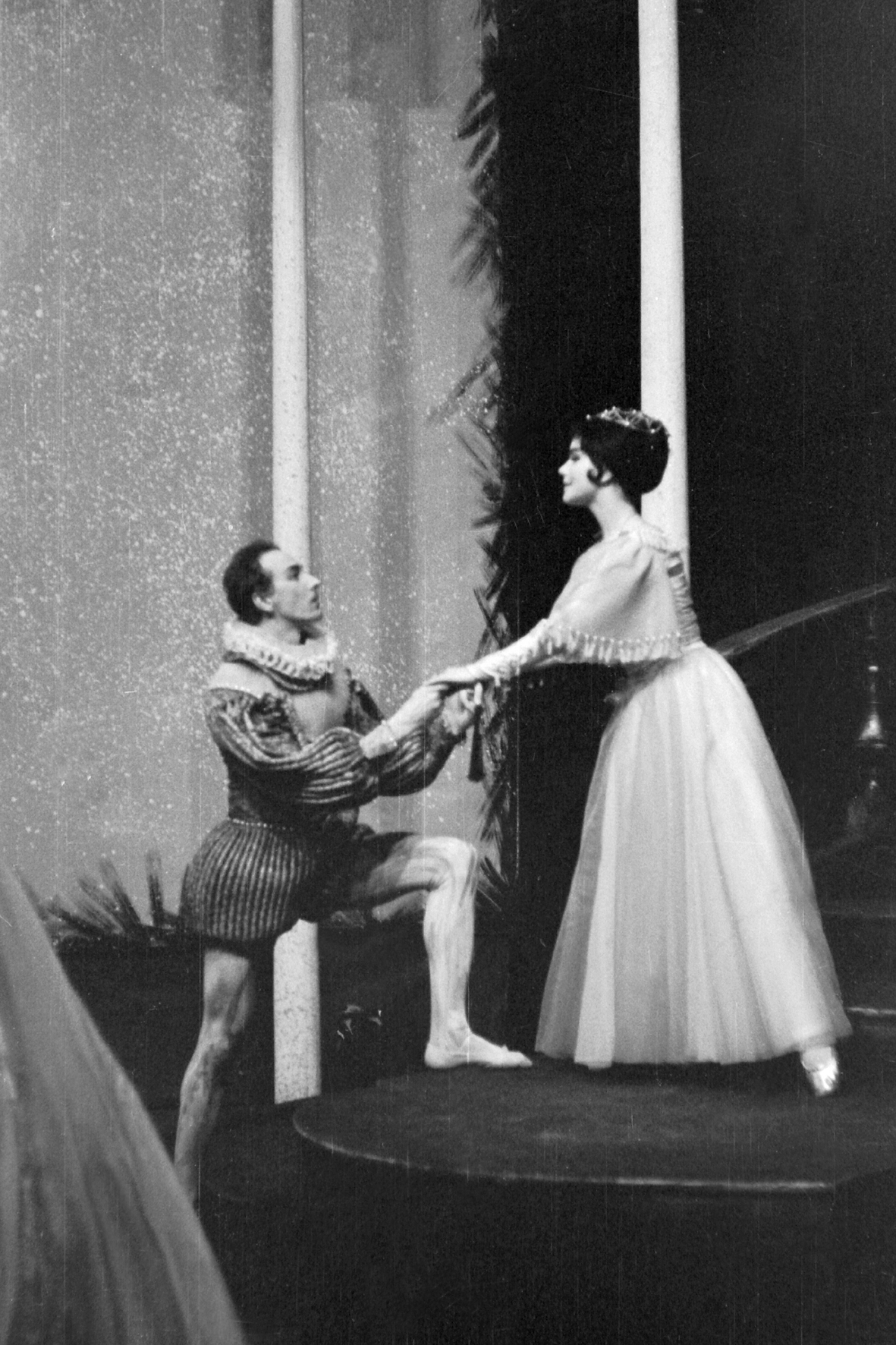
Krystyna Ungeheuer-Mietelska (Donna Elvira} oraz Jacek Heczko (Don Juan) w scenie z baletu Don Juan Christopha Willibalda Glucka (Opera Krakowska, 20 grudnia 1965 r.)

Pierwszymi przedstawieniami, w których brała udział jako tancerka, był spektakl „O krasnoludkach i o sierotce Marysi” w choreografii Janiny Strzembosz w Teatrze Młodego Widza w Krakowie (obecnie Teatr Bagatela). Pod koniec 1955 roku została zaangażowana na 2 sezony do Operetki Śląskiej w Gliwicach, a następnie od 1957 do Miejskiego Teatru Muzycznego w Krakowie (obecnie Opera Krakowska). W trakcie pracy w Operze Krakowskiej uzyskała dyplom eksternistyczny Państwowej Średniej Szkoły Baletowej w Warszawie (obecnie Ogólnokształcącej Szkoły Baletowej im. Romana Turczynowicza) w 1959 r., a w roku 1963 uzyskała tytuł solistki baletu. W latach 1984–1988 pracowała tutaj również jako pedagog Studia Baletowego. Od 1963 do 1977 była tancerką Zespołu MW 2. Z dniem 1 stycznia 1989 r. przeszła na emeryturę, pracując nadal na umowie o dzieło do lipca 1997 r. W roku 2002 ukończyła dyplomem z oceną celującą Studium Apostolstwa Świeckich na Uniwersytecie Papieskim Jana Pawła II (wówczas Papieskiej Akademii Teologicznej) w Krakowie.
Najważniejsze role baletowe
- 1963: Julia – Romeo i Julia (Piotr Czajkowski, choreografia Jerzy Kapliński)
- 1963: Judith – Zamek księcia Sinobrodego (Béla Bartók, wersja baletowa – choreografia Henryk Duda)
- 1963: Francesca – Francesca da Rimini (Piotr Czajkowski, choreografia Henryk Tomaszewski)
- 1963: Panna Wodna – Panna Wodna /operetka/ (Jerzy Lawina-Świętochowski, choreografia Stanisława Stanisławska)
- 1964: Narzeczona – Harnasie (Karol Szymanowski, choreografia Eugeniusz Papliński)
- 1965: Donna Elvira – Don Juan (Christoph Willibald Gluck, choreografia Hanna de Quell)
- 1977: Macocha-Wiedźma – Królewna Śnieżka (Bogdan Pawłowski, choreografia Tomasz Gołębiowski)
- 1978: Królowa Gulinda – Mandragora (Karol Szymanowski, choreografia Tomasz Gołębiowski)
- 1980: Pani Twardowska – Opowieść o mistrzu Twardowskim (Ludomir Różycki, choreografia Tomasz Gołębiowski)
- 1985: Księżna Szczerbicka – Anna Karenina (Rodion Szczedrin, choreografia Krystyna Gruszkówna)
- 1988: Wiedźma I – Łucja z Lammermooru, (Gaetano Donizetti, reżyseria Maria Fołtyn, choreografia Przemysław Śliwa)

Układy choreograficzne
- 1969: Federico García Lorca – Czarująca szewcowa (Teatr im. Adama Mickiewicza, Częstochowa)
- 1969: Jan Makarius – Trzy białe strzały (Teatr im. Adama Mickiewicza, Częstochowa)
- 1984: Łukasz Górnicki – Troas (Teatr Dramatyczny im. Aleksandra Węgierki, Białystok)
- 1984: Marian Lida – Serduszko z lodu (Opera Krakowska)
- 1985: Henryk Matus – Dziewczynka z zapałkami (Teatr Dramatyczny im. Aleksandra Węgierki, Białystok)
- 1985: Pierre de Marivaux – Pułapka miłości (Teatr Dramatyczny im. Aleksandra Węgierki, Białystok)
- 1985: Stanisław Ignacy Witkiewicz – Matka (Teatr Dramatyczny im. Aleksandra Węgierki, Białystok)
- 1985: William Shakespeare – Wesołe kumoszki z Windsoru (Teatr Dramatyczny im. Aleksandra Węgierki, Białystok)
- 1986: Carlo Goldoni – Sługa dwóch panów (Teatr Dramatyczny im. Aleksandra Węgierki, Białystok)
- 1988: Alexander Ramati - I skrzypce przestały grać (film fabularny)[4][5]
- 1993: Marian Lida – Serduszko z lodu (Operetka Śląska, Gliwice)
- 1996: Marian Lida – Serduszko z lodu (Teatr Muzyczny, Lublin)

Zespół MW 2
W 1963 r. została członkiem awangardowego Zespołu MW 2 (czasem Ensemble MW 2) założonego i prowadzonego przez Adama Kaczyńskiego, wykonującego muzykę współczesną, składającego się z 5 solistów-muzyków i 2 aktorów. Wraz z MW 2 w 1973 została odznaczona Medalem Honorowym Zarządu Głównego Związku Kompozytorów Polskich za szczególne zasługi w propagowaniu polskiej muzyki współczesnej. Spośród wykonywanych tutaj na koncertach 15 kompozycji, dokonała 13 prawykonań światowych utworów zarówno wykonywanych solo, jak i z niektórymi członkami Zespołu MW 2 – 13 z nich we własnym układzie choreograficznym. Są to (w porządku chronologicznym):
- Bogusław Schaeffer – TIS-MW 2 / solo z zespołem / choreografia własna / prawykonanie światowe
- Bogusław Schaeffer – Symfonia elektroniczna (II część) / solo / chor. własna / prawyk. światowe
- John Cage – A Flower / solo – ze śpiewaczką i pianistą / chor. własna / prawyk. światowe
- John Cage – Theatre Piece / solo – z zesp. / chor. własna / prawyk. polskie
- John Cage – Music for Tape / solo / chor. własna / inscenizacja Kazimierz Mikulski / prawyk. światowe
- John Cage – Amores / solo – z pianistą, perkusją i 2 aktorami / chor. własna / inscen. Kazimierz Mikulski / prawyk. światowe
- John Cage – The Wonderful Widow of Eighteen Springs / solo – ze śpiewaczką i pianistą / chor. własna / prawyk. światowe
- Pierre Schaeffer – Symphonie pour un homme seul / solo – muz. z taśmy / chor. własna / prawyk. polskie
- Włodzimierz Kotoński – Działania / solo – muz. z taśmy / chor. własna / prawyk. światowe
- William Duckworth – Knight to King’s Bishop Four / solo – z perkusistą / chor. Witold Gruca / prawyk. światowe
- Alvin Lucier – I’m sitting in a room / solo – muz. z taśmy / chor. Witold Gruca / prawyk. światowe
- David Eddleman – Dance of Alone / solo – muz. z taśmy / chor. własna / prawyk. światowe
- Josep Maria Mestres Quadreny – Suite Bufa / solo – z zesp. / chor. własna / prawyk światowe
- Bogusław Schaeffer – Ballet (Symfonia elektroniczna – IV część) / solo / chor. własna / prawyk. światowe
- Bogusław Schaeffer – Iranian Set / solo – z zesp. / chor. własna / prawyk. światowe

Kompozycje te wykonywała podczas ponad 100 koncertów Zespołu MW2 (prawie wszystkie w programie swojego recitalu baletowego w Krakowie w maju 1977 r.), w tym również w ramach festiwali krajowych i zagranicznych, m.in.: Warszawska Jesień (1966, 1970), Semaines Musicales Internationales de Paris (1966), Société Internationale de la Musique Contemporaine w Lozannie (1966), Musique de Notre Temps w Strasburgu (1966), Reconnaissance des Musiques Modernes w Brukseli (1966), Muzički Biennale w Zagrzebiu (1967, 1973), Musique du Temps w Lyonie (1968), Ny Musikk w Oslo (1968), Poznańska Wiosna Muzyczna (1972, 1973), Autunno Musicale di Como (1971), Semana de Nueva Música w Barcelonie (1973), Holland Festival (1973), Festival d'Avignon (1973),International Carnival of Experimental Sound w Londynie (1974), Festival International de Baalbeck w Bejrucie (1974), Istanbul Festivali (1976), Festival of Arts Shiraz-Persepolis (1976).
W ramach swojej działalności w tym Zespole dokonała również licznych rejestracji telewizyjnych i filmowych m.in. w Paryżu, Oslo, Tuluzie, Genewie, a także wielokrotnie w Krakowie i Katowicach.

## Życie prywatne
Jej ojcem był Leopold Ungeheuer - inżynier, harcmistrz (ur. 21.05.1903 w Rzeszowie – zm. 6.12.1941 we Lwowie) oraz Maria z d. Gołąb – nauczycielka (ur. 8.07.1905 w Balicach – zm. 11.10.1992 w Krakowie), z którą zawarł związek małżeński dnia 16.07.1929 w Poznaniu.
Od 17.06.1962 była żoną pianisty Marka Mietelskiego. Jej młodsza siostra, dr Grażyna Ungeheuer-Aharon (ur. 11.08.1937 we Lwowie) jest etnografem i prawnikiem.
Krystyna Ungeheuer-Mietelska spoczywa na Cmentarzu Rakowickim w Krakowie (Kwatera: XX, Rząd: wschodni, Nr grobu: 39).

## Odznaczenia
- Srebrny Krzyż Zasługi (1983 r.)
- Medal 40-lecia Polski Ludowej (1984 r.)
- Medal 200-lecia Polskiego Baletu (1985 r.)
- Medal za Długoletnie Pożycie Małżeńskie (2013 r.)